# Giovanni II di Bretagna
Giovanni II di Bretagna (in bretone Yann II, in francese Jean II de Dreux; 3/4 gennaio 1239 – Lione, 18 novembre 1305) fu conte di Richmond, dal 1268 e Duca di Bretagna e dal 1286 alla morte.

## Origine
Sia secondo il Cartulaire de l'abbaye de Sainte-Croix de Quimperlé, che secondo il Chronicon Kemperlegiense, Stephani Baluzii Miscellaneorum, Liber I, Collectio Veterum, Giovanni era il figlio maschio primogenito del Duca di Bretagna, Conte di Richmond e Conte di Penthièvre, Giovanni I e della moglie Bianca di Navarra, che, secondo la Chronica Albrici Monachi Trium Fontium, era figlia di Tebaldo il Saggio, re di Navarra (Tebaldo I) e conte di Champagne (Tebaldo IV), e di Agnese di Beaujeu, che era figlia di Guiscardo IV signore di Beaujeu e di Sibilla di Hainaut, precisando che Agnese di Beaujeu era cugina prima di Luigi VIII di Francia e compagna di giochi di Luigi IX il Santo, alla corte di Parigi.
Secondo sia il Ex Chronico Britannico Altero, che il Ex Chronico Ruyensis Cœnobii, Giovanni I di Bretagna era il figlio maschio primogenito del Duca reggente di Bretagna, Conte di Richmond e Conte di Penthièvre, Pietro detto Mauclerc e della moglie, la duchessa di Bretagna, Alice di Thouars, che, secondo la Genealogia Comitum Richemundiæ post conquestum Angliæ, era la figlia del nobile francese della casata dei Thouars, che fu Duca reggente di Bretagna, Guy de Thouars e della Duchessa di Bretagna e Contessa di Richmond, Costanza.

## Biografia
Giovanni nacque nel 1239, secondo il Cartulaire de l'abbaye de Sainte-Croix de Quimperlé oppure nel 1240, secondo il Chronicon Kemperlegiense, Stephani Baluzii Miscellaneorum, Liber I, Collectio Veterum.
Nel 1268, dal re d'Inghilterra, Enrico III, suo padre, Giovanni I, ricevette la contea di Richmond, che, in quello stesso anno, cedette a Giovanni.
Nel 1270, assieme al padre, Giovanni I, seguì il re di Francia, Luigi IX il Santo, nell'ottava crociata.
Secondo i Continuatori dell'opera di Guglielmo, arcivescovo della città di Tiro, nell'odierno Libano, poi Giovanni, fu al seguito dell'erede al trono inglese, Edoardo, ed arrivò in Terra santa, nel mese di settembre del 1272, per partecipare alla nona crociata.
Suo padre, Giovanni I, morì nel 1286; secondo le Mémoires pour servir de preuves à l'Histoire ecclésiastique et civile de Bretagne, Tome I, Giovanni, che fondò l'Abbazia di Notre-Dame de Prières (Joannes comes Britanniæ fundator abbatiæ de Precibus) morì in ottobre (Idibus Octobris) e gli succedette Giovanni (Joannes filius eius).
Nel 1288 ottenne il riconoscimento dal papa Niccolò IV.
Il re d'Inghilterra, Edoardo, nel 1296, gli confiscò la contea di Richmond, per riconsegnargliela, nel 1304.
Secondo le Mémoires pour servir de preuves à l´histoire ecclésiastique et civile de Bretagne, Tome I, nel 1297, il re di Francia, Filippo IV il Bello, lo confermò nel ducato di Bretagna, riconoscendolo Pari di Francia.
Nel 1304, Giovanni (Jehan Duc de Bretaigne Comte de Richemond) fece testamento lasciando tra le altre disposizioni la volontà di essere sepolto nella chiesa dei Carmelitani a Ploërmel; il testamento è riportato nelle Mémoires pour servir de preuves à l´histoire ecclésiastique et civile de Bretagne, Tome I.
Giovanni II morì l'anno dopo, nel 1305, a Lione durante le celebrazioni per l'incoronazione di Papa Clemente V. Giovanni, il 13 novembre, stava conducendo il cavallo del papa tra la folla: molti spettatori si erano arrampicati in cima a delle mura; uno di questi muri non resse e cadendo travolse il duca Giovanni II, Carlo di Valois e disarcionò il papa; tutti e tre riportarono delle ferite, ma Giovanni II (Joannes dux Britanniæ) morì alcuni giorni dopo a Lione (in Lugduno), come ci confermano le Mémoires pour servir de preuves à l'Histoire ecclésiastique et civile de Bretagne, Tome I e gli succedette il figlio Arturo (Arturus eius filius).

## Matrimonio e discendenza
Nel 1260, secondo gli Annales Londonienses, Giovanni aveva sposato Beatrice d'Inghilterra figlia di re d'Inghilterra, duca d'Aquitania e Guascogna, Enrico III d'Inghilterra e di Eleonora di Provenza; Giovanni da Beatrice ebbe sei figli:
- Arturo (1262–1312), Duca di Bretagna[15]
- Giovanni (c.1266-1334), conte di Richmond[19]
- Maria (1268–1339), moglie di Guy III di Châtillon[20]
- Pietro (1269–1312), visconte di Leon[21]
- Bianca (1271–1327), moglie di Filippo d'Artois[22]
- Eleonora (1274–1329), badessa di Fontevrault, citata nel testamento del padre[13].

## Ascendenza
|                         |                          |                         | Genitori                   |  |  | Nonni |  |  | Bisnonni            |  |  | Trisnonni          |  |
|                         |                          |                         |                            |  |  |       |  |  | Roberto II di Dreux |  |  | Roberto I di Dreux |  |
|                         |                          |                         |                            |  |  |       |  |  | Roberto II di Dreux |  |  | Roberto I di Dreux |  |
|                         |                          | Agnès de Baudement      |                            |  |  |       |  |  | Roberto II di Dreux |  |  |                    |  |
| Pietro I di Bretagna    |                          |                         |                            |  |  |       |  |  | Roberto II di Dreux |  |  |                    |  |
|                         |                          | Yolanda di Coucy        | Rodolfo I di Coucy         |  |  |       |  |  |                     |  |  |                    |  |
|                         |                          | Yolanda di Coucy        | Rodolfo I di Coucy         |  |  |       |  |  |                     |  |  |                    |  |
|                         |                          | Yolanda di Coucy        | Agnese di Hainaut          |  |  |       |  |  |                     |  |  |                    |  |
| Giovanni I di Bretagna  |                          | Yolanda di Coucy        |                            |  |  |       |  |  |                     |  |  |                    |  |
|                         |                          | Guido di Thouars        | Goffredo di Thouars        |  |  |       |  |  |                     |  |  |                    |  |
|                         |                          | Guido di Thouars        | Goffredo di Thouars        |  |  |       |  |  |                     |  |  |                    |  |
|                         |                          | Guido di Thouars        | Aumou                      |  |  |       |  |  |                     |  |  |                    |  |
| Alice di Thouars        |                          | Guido di Thouars        |                            |  |  |       |  |  |                     |  |  |                    |  |
|                         |                          | Costanza di Bretagna    | Conan IV di Bretagna       |  |  |       |  |  |                     |  |  |                    |  |
|                         |                          | Costanza di Bretagna    | Conan IV di Bretagna       |  |  |       |  |  |                     |  |  |                    |  |
|                         |                          | Costanza di Bretagna    | Margherita di Huntingdon   |  |  |       |  |  |                     |  |  |                    |  |
| Giovanni II di Bretagna |                          | Costanza di Bretagna    |                            |  |  |       |  |  |                     |  |  |                    |  |
|                         | Tebaldo III di Champagne | Enrico I di Champagne   |                            |  |  |       |  |  |                     |  |  |                    |  |
|                         | Tebaldo III di Champagne | Enrico I di Champagne   |                            |  |  |       |  |  |                     |  |  |                    |  |
|                         | Tebaldo III di Champagne | Maria di Francia        |                            |  |  |       |  |  |                     |  |  |                    |  |
| Tebaldo I di Navarra    | Tebaldo III di Champagne |                         |                            |  |  |       |  |  |                     |  |  |                    |  |
|                         |                          | Bianca di Navarra       | Sancho VI di Navarra       |  |  |       |  |  |                     |  |  |                    |  |
|                         |                          | Bianca di Navarra       | Sancho VI di Navarra       |  |  |       |  |  |                     |  |  |                    |  |
|                         |                          | Bianca di Navarra       | Sancha di León e Castiglia |  |  |       |  |  |                     |  |  |                    |  |
| Bianca di Navarra       |                          | Bianca di Navarra       |                            |  |  |       |  |  |                     |  |  |                    |  |
|                         |                          | Guiscardo IV di Beaujeu | Umberto IV di Beaujeu      |  |  |       |  |  |                     |  |  |                    |  |
|                         |                          | Guiscardo IV di Beaujeu | Umberto IV di Beaujeu      |  |  |       |  |  |                     |  |  |                    |  |
|                         |                          | Guiscardo IV di Beaujeu | Agnese di Thiern           |  |  |       |  |  |                     |  |  |                    |  |
| Agnese di Beaujeu       |                          | Guiscardo IV di Beaujeu |                            |  |  |       |  |  |                     |  |  |                    |  |
|                         |                          | Sibilla di Hainaut      | Baldovino V di Hainaut     |  |  |       |  |  |                     |  |  |                    |  |
|                         |                          | Sibilla di Hainaut      | Baldovino V di Hainaut     |  |  |       |  |  |                     |  |  |                    |  |
|                         |                          | Sibilla di Hainaut      | Margherita I di Fiandra    |  |  |       |  |  |                     |  |  |                    |  |
|                         |                          | Sibilla di Hainaut      |                            |  |  |       |  |  |                     |  |  |                    |  |

### Fonti primarie
- (LA)  Chronicles of the reigns of Edward I. and Edward II, Annales Londonienses.
- (LA)  Monumenta Germaniae Historica, Scriptores, tomus XXIII.
- (LA)  Rerum Gallicarum et Francicarum Scriptores, tomus XII.
- (LA)  Rerum Gallicarum et Francicarum Scriptores, tomus XVIII.
- (LA)  Rerum Gallicarum et Francicarum Scriptores, tomus XX.
- (LA)  Mémoires pour servir de preuves à l´histoire ecclésiastique et civile de Bretagne, Tome I.
- (FR)  William of Tyre, Recueil des historiens des croisades. Historiens occidentaux..
- (LA)  Cartulaire de l´abbaye de Sainte-Croix de Quimperlé.
- (LA)  Stephani Baluzii Miscellaneorum, Liber I.

### Letteratura storiografica
- Edward Armstrong, "L'Italia al tempo di Dante", cap. VI, vol. VI (Declino dell'impero e del papato e sviluppo degli stati nazionali) della Storia del Mondo Medievale, 1999, pp. 234–296.
- (FR)  Lobineau, G. A. (1707) Histoire de Bretagne (Paris), Tome I.